# Tokomololo
Tokomololo ist ein Ort in der Inselgruppe Tongatapu im Süden des pazifischen Königreichs Tonga.
Im Jahr 2021 hatte Tokomololo 1314 Einwohner.

## Geographie
Der Ort liegt südwestlich von Pea im Distrikt Vaini im Landesinnern an der Loto Road. Im Osten schließt sich Haʻateiho an. Im Westen ist der nächste Ort Liahona.
Im Ort gibt es eine Kirche der „Church of Jesus Christ of Latter-day Saints“.

## Klima
Das Klima ist tropisch heiß, wird jedoch von ständig wehenden Winden gemäßigt. Ebenso wie die anderen Orte der Tongatapu-Gruppe wird Tokomololo gelegentlich von Zyklonen heimgesucht.